# Josef Wiedemann
Josef Wiedemann (Kvítkov, Bohemen, 26 december 1828 – Praag, 3 september 1919) was een Tsjechisch componist en dirigent.
Als militaire kapelmeester in de K.u.K. Armee was hij van 1854 tot 1896 bij het Infanterie Regiment 42. Voor dit Regiment schreef hij ook zijn bekendst werk, de Wagramer-Grenadiermarsch.

## Werken voor harmonieorkest
- 1885 Wagramer-Grenadiermarsch, op. 60 (ook als 42er-Regimentsmarsch bekend)
- Abschiedsgruß
- Ciskra-Marsch

- Gemeinsame Normdatei: 134905571
- International Standard Name Identifier: 0000 0000 4853 5400
- Library of Congress Control Number: no2007123784
- Virtual International Authority File: 24390367
- WorldCat: E39PBJyX6jhjpFcvVHX3CxG4MP